# 古墳公園
古墳公園（こふんこうえん）は、福井県丹生郡越前町に所在する公園である。

## 概要
丹生郡の旧朝日町地域は古墳が多く、福井県立丹生高等学校裏の丘陵地には大小130あまりの古墳が分布する。高校のグランドに接する前方後円墳は經ヶ塚古墳と呼ばれる。そのさらに南に連なる古墳群を、朝日町が保存のために公園化したのが古墳公園である。
ここに古墳群が発見されたのは1950年（昭和25年）。この時点で若狭側には既に8基の前方後円墳が見つかっていたが、越前側ではあまり見つかっていなかった中での発見であった。1974年（昭和49年）5月、町が丘を整備して公園とした。面積は9ha、総事業費は約1億円であった。幕末期の民家を移築した「朝日町郷土資料館」も園内に作られた。
1990年（平成2年）には子供向けの広場が整備された。広場には古墳時代の生活を再現したレリーフや、当時の住居の模型が作られたほか、遊具も設けられた。古い古墳と最新の遊具の組み合わせが人気を集め、県内外の学校から遠足や見学に児童が集まった。中でもジャイアント滑り台は全長82m、幅50mで、北陸一の長さが売り物であった。しかし底に付けられた合成樹脂製ローラーが痛いという声が続出、子供のほとんどが尻をつけず、靴を履いた足の裏で滑っている、という状況になった。

## 参考・脚注
1. ↑  白崎昭一郎「朝日町の古墳」『越前若狭の古代史 福井県郷土新書6』福井県郷土誌懇談会 1980年8月20日 65-67ページ。
2. ↑  斎藤優「朝日山古墳群」『文化財調査報告 第21集』福井県教育委員会 昭和46年3月30日 1-4ページ。
3. ↑  人文社観光と旅編集部編『郷土資料事典福井県・観光と旅』人文社 1979年改訂新版 94ページ
4. ↑  朝日町史編纂委員会編『朝日町史』朝日町役場、1976年、252ページ。
5. ↑  地方史研究評議会編『歴史資料保存機関総覧[東日本]』山川出版社、1979年、392ページ
6. ↑  「福井県朝日町 「朝日町古墳公園」が人気 歴史の重さと子供用最新遊具のコントラスト」『月刊公園緑地建設産業』1991年7月、17ページ
7. ↑  中日新聞福井版1990年4月9日15面 長さが災い？ 朝日 北陸一の滑り台 おしりが痛い!! 勢い中腰に 転落の恐れも

| スタブアイコン | サブスタブ | この項目は、まだ閲覧者の調べものの参照としては役立たない、福井県に関連した書きかけの項目です。この項目を加筆・訂正などしてくださる協力者を求めています（P:日本の都道府県/福井県）。 |